# Synodontis velifer
Synodontis velifer — вид риб з роду Synodontis родини Пір'явусі соми ряду сомоподібні. Інша назва «вітрилоспинний синодонтіс».

## Опис
Загальна довжина сягає 23,8 см. Голова коротка, трохи сплощена зверху й сильно стиснута з боків. Очі великі. Є 3 пари вусів, з яких 1 пара на верхній щелепі помірно довгі. Рот широкий, у нижній частині голови. Зубів на нижній щелепі — 37—43. Зяброві щілини короткі. Тулуб присадкуватий, сильно стиснутий з боків, область спинного плавця сильно опукла. Спинний плавець високий, складається з 1 жорсткого та 7 м'яких променів. Жировий плавець великий, високий, округлий, міститься близько до спинного плавця. Разом зі спинним плавцем нагадує вітрила. Грудні плавці видовжені, загострені на кінці, мають 1 довгий шип. Черевні плавці маленькі. Анальний плавець широкий. Хвостовий плавець сильно розділений, кінчики лопатей видовжені.
Забарвлення сірувате з численними округлими темно-коричневими плямами різного розміру. Мембрани верхньощелепних вусів є чорними. Плавці мають чорно-сіре забарвлення. Перші їхні промені більш темного кольору.

## Спосіб життя
Зустрічається у річках з середньою течією та піщано-гравійним ґрунтом. Вдень ховається в численних укриттях. Активний вночі. Живиться ракоподібними, молюсками, рідше дрібною рибою, а також водоростями.

## Розповсюдження
Мешкає в басейнах річок Пра, Вольта, Сассандра і Бандама — в межах Гани, Кот-д'Івуару, Того та Буркіна-Фасо.